# Brötchen

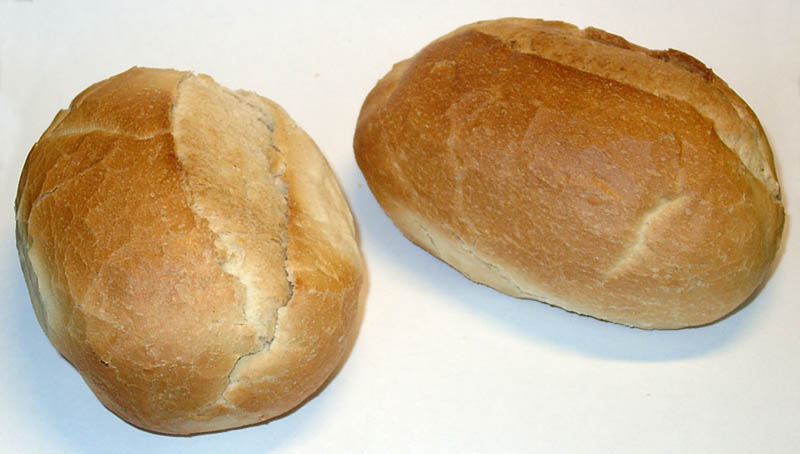
Típicos Brötchen listos para ser consumidos en un desayuno alemán.

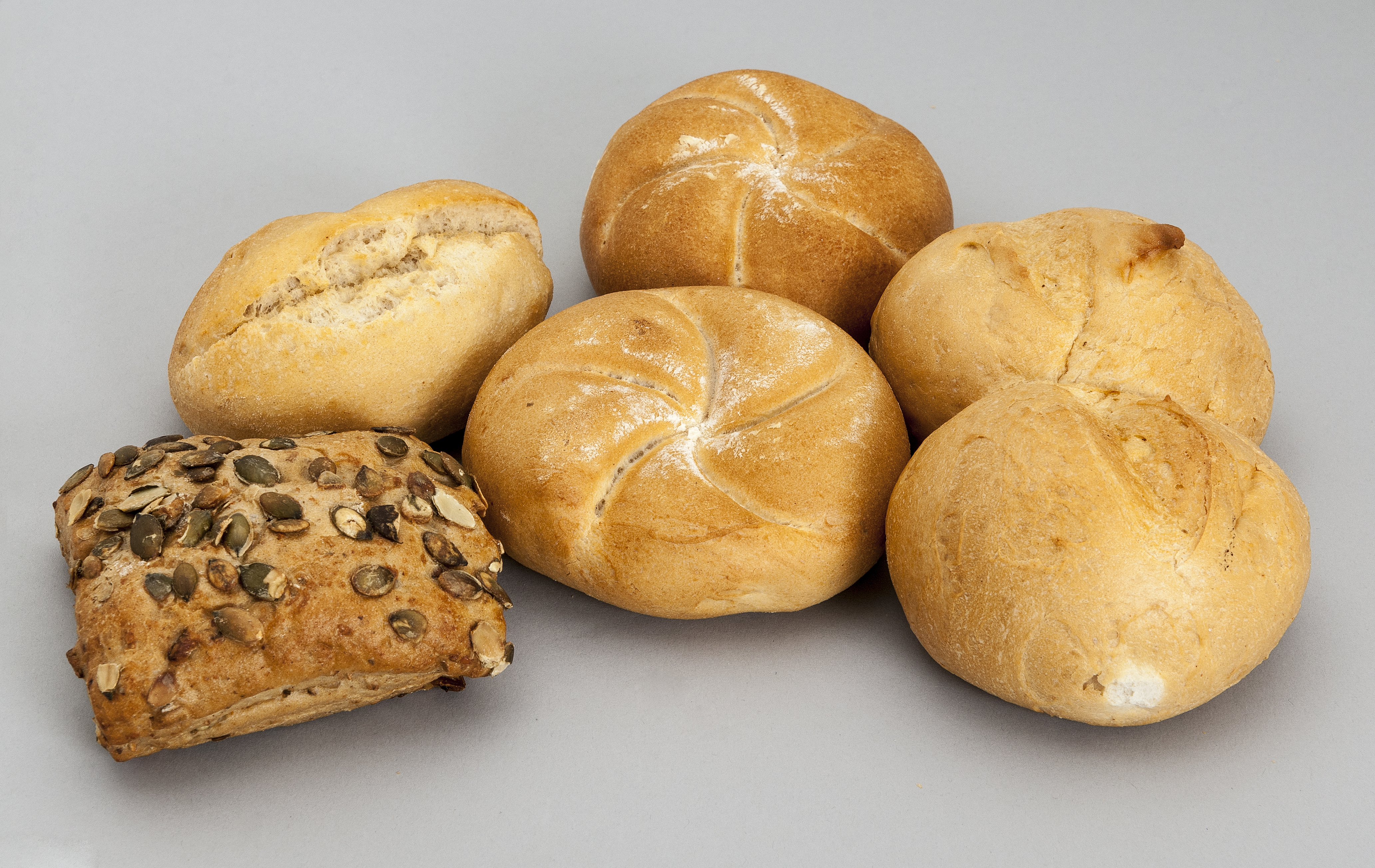
Típicos panecillos de Viena (Austria).

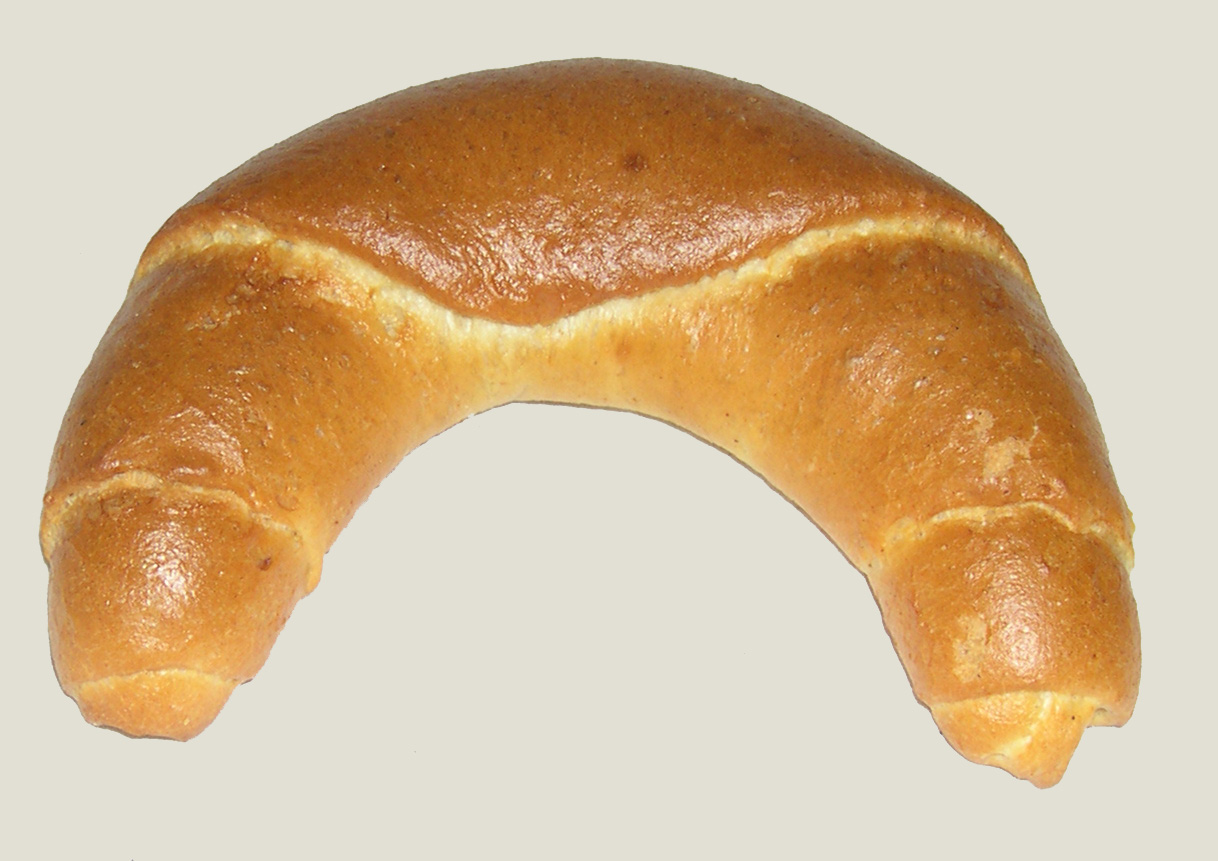
Panecillo en forma de cuernecillo: Hörnchen en Alemania o Kipferl en Austria.

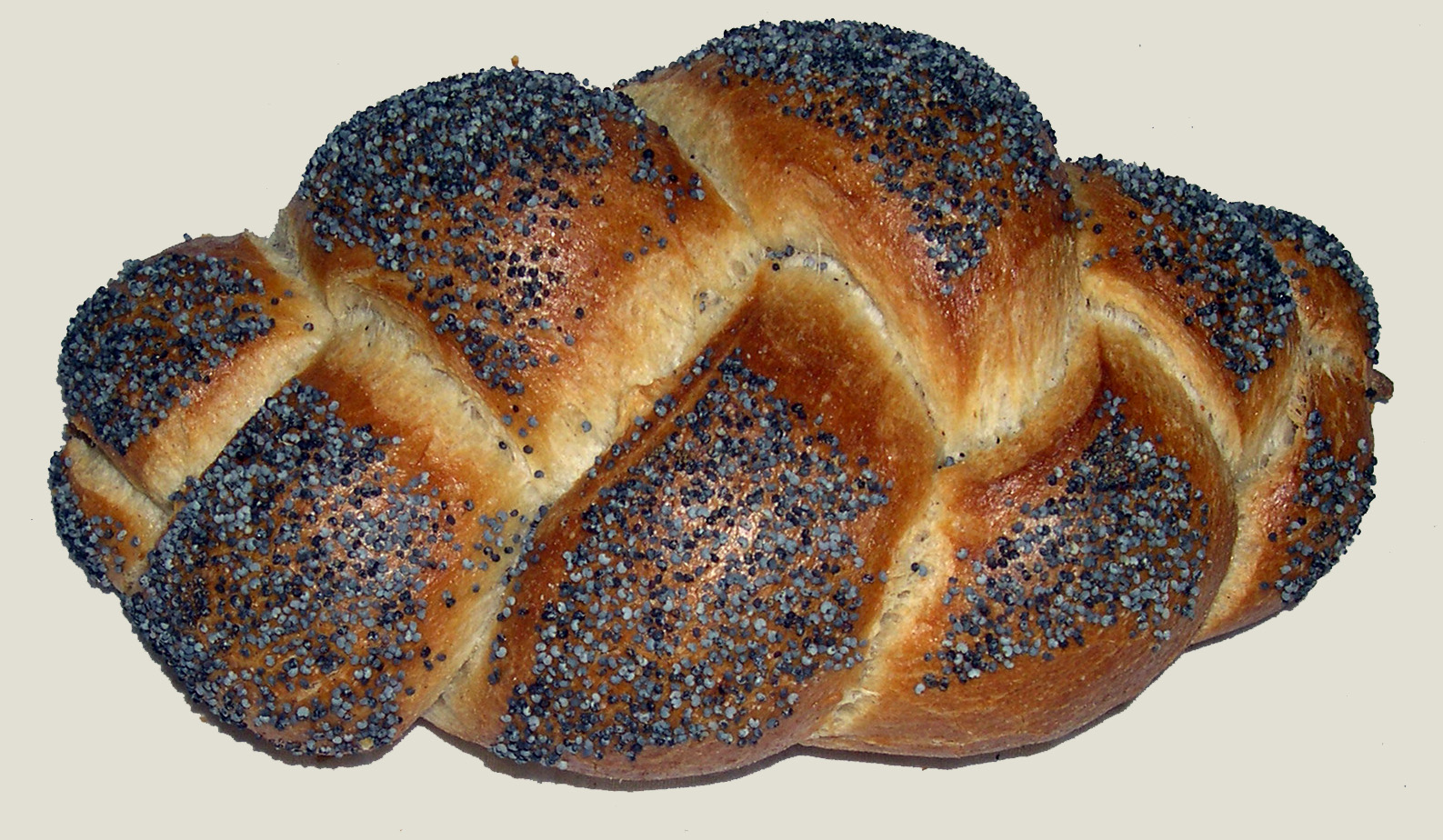
Mohnzopf en forma de trenza con semillas de amapola.

El Brötchen (en alemán significa literalmente panecillo: Brot significa pan y -chen es el sufijo diminutivo) es un panecillo al que también se le llama Semmel en Austria y el sur de Alemania (Baviera). Es un típico pan individual servido en las comidas y cenas, los desayunos y en los puestos callejeros al tomar una salchicha alemana, como puede ser una Bratwurst (salchicha asada) o una Brühwurst (salchicha cocida). Es fácil de encontrar en casi cualquier panadería de Alemania y de Austria. Este panecillo tiene muchas variantes regionales y suele cambiar en ingredientes y en la forma. Se elabora con harina de trigo simplemente o con harina de centeno. Su superficie puede estar cubierta de una crujiente costra recubierta de semillas.

## Elaboración
La elaboración tradicional de este panecillo es larga. Empieza la elaboración de la masa que debe reposar cerca de 20 horas, de esta forma los microorganismos en la harina y la levadura puedan proporcionar los aromas y la adecuada consistencia a la masa. Hasta poco más de la mitad del siglo XX los Brötchen eran considerados como un artículo de lujo, por esta razón una familia alemana media sólo comía estos panecillos una vez por semana.

## Denominaciones regionales
Existen variantes del nombre Brötchen según las zonas de Alemania:
- Semmel (del latín: simila = harina de trigo, y ocasionalmente del asirio samidu = harina blanca) se dice en Baviera, Austria, parte de Sajonia y Sajonia-Anhalt.
- Weck(-e/-en), Weckle: en todo Baden-Wurtemberg, el Palatinado y el sur de Hesse.
- Weggli, Weggen: en Suiza.
- Rundstück: en Schleswig-Holstein, Hamburgo y en la parte septentrional de Baja Sajonia.[4]
- Schrippe: en Berlín, Brandeburgo, Kirn, Sylt.
- Kipf, Kipfl(-a/-e), Laabla (Laiblein), Stella: en Franconia.

## Variaciones regionales

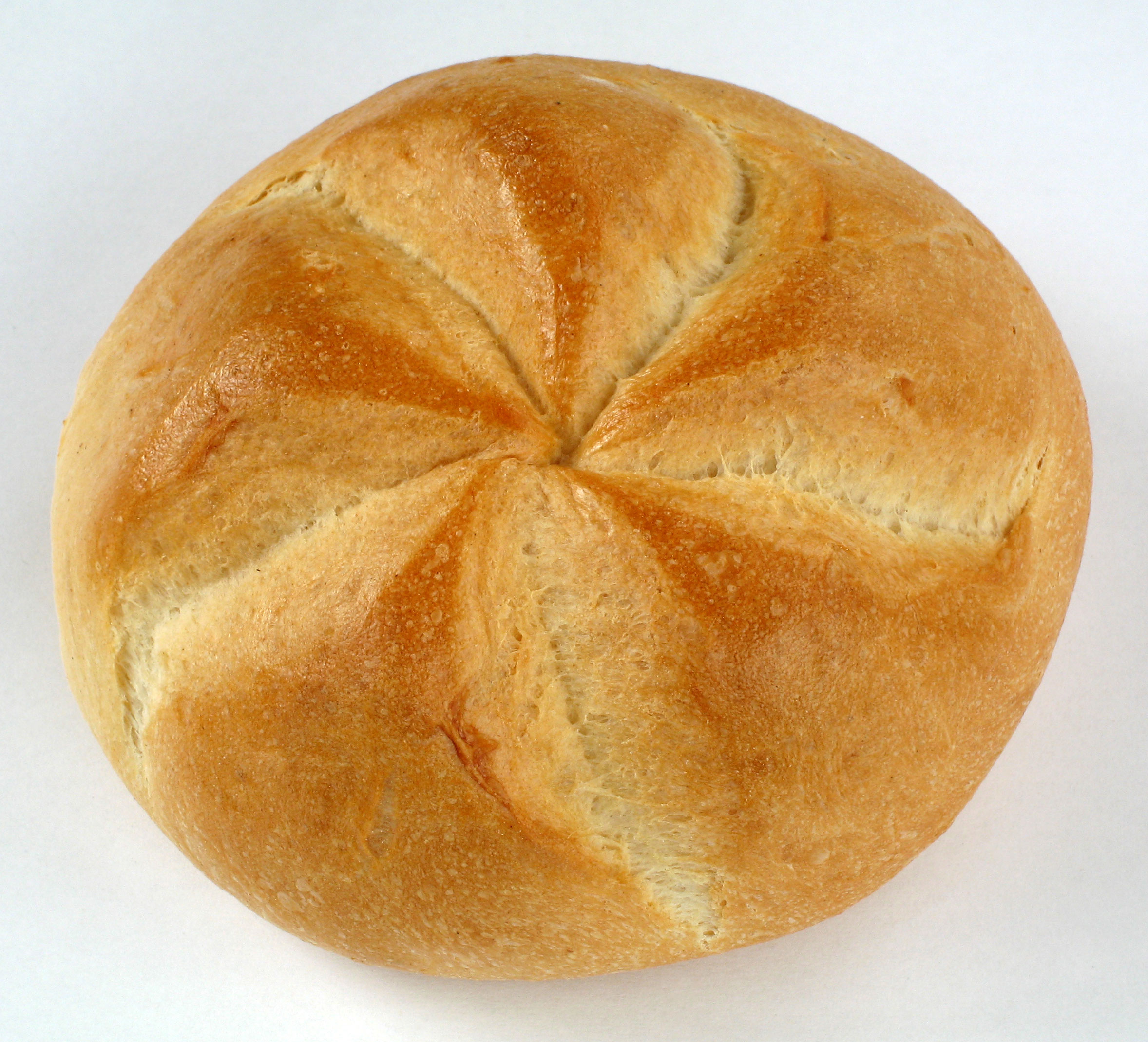
Kaisersemmel de Austria.

Existen numerosas variantes regionales de Brötchen, y puede decirse que cada región tiene su característica.
- Hörnchen. En alemán significa cuernecillo, debido a su forma de cuerno, es una especie de panecillo ligeramente dulce. Existe este panecillo en Austria, la República Checa y en Eslovaquia. En Alemania hay ejemplos de este panecillo en Sajonia y Renania-Palatinado. En otras regiones, por ejemplo, en Renania a veces se encuentra con comino, granos de sal u otros ingredientes.[2]
- Kaisersemmel es habitual en Austria, el sur de Alemania y Suiza. Se compone de harina refinada de trigo y suele contener una especie de figura espiral en la parte superior.
- Knauzen: se trata de un panecillo especial elaborado de harinas de aspelta y trigo. Es una especialidad conocida de Oberschwaben, Biberach. El sabor especial proviene de su elaboración artesanal y su fermentación que dura cerca de 20 horas.
- Knüppel en Sajonia y Brandeburgo, es de forma alargada ("eingeschlagenes") con su parte de su pasta mezclada con algo de manteca.
- Konduktsemmel existe en la Alta Austria y se suele servir a la hora de comer (Mahlzeit) tras un entierro. Suele ser de tamaño mediano con algo de comino y anís en su superficie.
- Langsemmel en Estiria (Austria), una variante de panecillo de harina. Tiene una forma ovalada.
- Laugensemmel (Laugenwecken) muy conocida en el sur de Alemania. Tiene un sabor característico y suele servirse con granos de sal sobre su superficie.
- Partyrad en Renania-Palatinado, suele contener semillas de amapola, sésamo, comino. Mayormente en forma de flor.
- Röggelchen en Colonia, es elaborado con una harina de 5 % de centeno y suele comerse con los Halver Hahn con Gouda en los restaurantes. Se suelen hacer al horno en parejas de panecillos.
- Schrippe en Berlín, partes de Brandeburgo, Franconia, Kirn y Sylt.
- Schusterjunge en Berlín, se elabora de harina mezclada con trigon-centeno. Tiene una pasta de color oscuro, y es reconocido como el panecillo que se conserva más tiempo listo para consumir.
- Semmel en Sajonia y Franconia, se ofrece a menudo unido en dos partes ("Doppelsemmel").
- Stollen es un panecillo algo alargado y grande, decorado la mayoría de las veces con anís. En la Franconia Superior se suele servir entre dos o tres Kulmbacher Bratwürsten.
- Strohsemmel, una especie de panecillo de leche, cocinado con aire caliente. Es muy conocido en la ciudad de Lemgo.
- Wasserweck, en Fráncfort del Meno y Renania-Palatinado, elaborado de harina, sal y agua. Su forma es redonda.
- Zeilensemmel, se encuentra en Estiria (Austria) y se compone de una cadena de seis panecillos.

## Otras gastronomías

### Polonia y Países del este de Europa
Estos panecillos también se pueden encontrar en las gastronomías de otros países europeos, por ejemplo, en Croacia y Eslovenia se conocen como Kajzerica, en Polonia se denominan Kajzerka.